# مخلوقات خفية

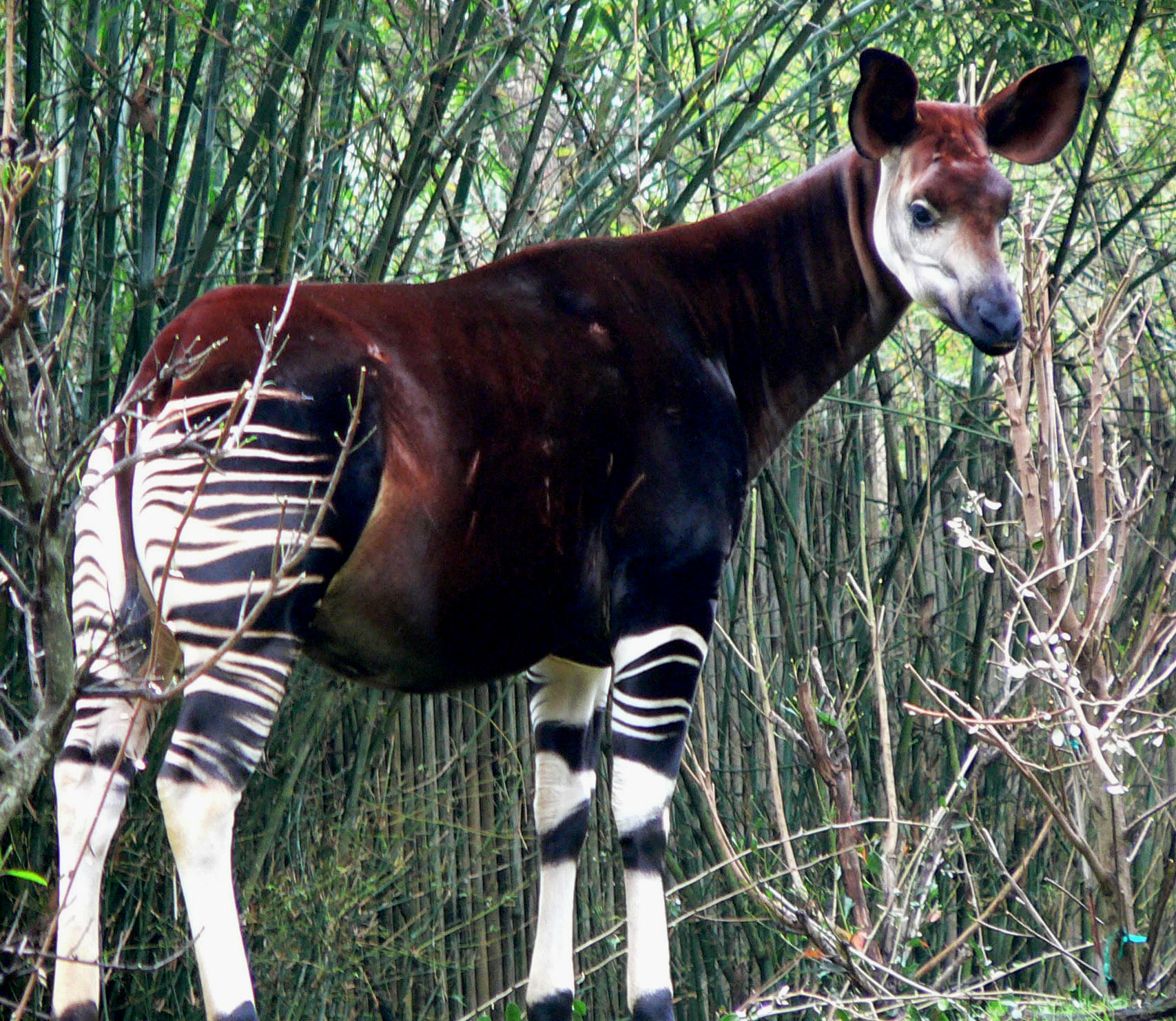
حيوان أوكابي كان يعتبر كريبتيد حتى ثبت وجوده فعلاً

مخلوقات خفية أو كريبتيد (بالإنجليزية: cryptid)‏ هو تصنيف يطلق على أي حيوان أو مخلوق تم تدوين وجوده لكن لم يستطع العلماء إثبات وجوده علمياً لذا يشكك البعض في وجوده. دراسة هذا النوع من الحيوانات هي فرع من علم دراسة الحيوانات الخفية (علم دراسة الحيوانات الخفية).